# Hagi (Yamaguchi)
Hagi (japanisch 萩市, -shi) ist eine Stadt in der Präfektur Yamaguchi in Japan.

## Geschichte
Hagi ist eine bedeutende alte, ehemals von den Mōri regierte Burgstadt mit der Burg Hagi, aus der viele berühmte Männer (s. u.) stammen, die an der Meiji-Restauration mitwirkten und dann in Tokyo tätig waren. Seit Beginn der Edo-Zeit ist Hagi bekannt für die dort produzierte Hagi-Keramik. Nach 1868, mit der Rückgabe des Lehens an den Tennō (版籍奉還, hanseki hōkan) verlor der Ort an Bedeutung, wurde aber am 1. Juli 1932 zur kreisfreien Stadt (shi) erhoben.
Auf Grund der schnellen Verlagerung des politischen Schwerpunktes gehört Hagi (neben Kanazawa, Kadonodate) zu den Orten, in denen vieles erhalten blieb, was das Flair eines Ortes der Samurai-Zeit vermitteln kann. Von der Burganlage selbst ist jedoch nur ein Teil der Vorburg erhalten.
Sehenswert sind das Hagi-Heimatmuseum in Form einer Samurai-Residenz und das Kumaya-Kunstmuseum der Kumaya, die über viele Generationen Wirtschaftsberater der Mōri waren. Neben wertvollen Bildrollen u. a. befinden sich dort auch Gegenstände, die Siebold seinem Freund Kumaya schenkte, u. a. sein Tafelklavier. Ebenfalls sehenswert ist die große Grabanlage im Wald nahe dem Tokoji-Tempel, wo einige der Fürsten und Angehörige des Mōri-Klans begraben sind.

## Geographie
Hagi liegt westlich von Osaka, nördlich von Yamaguchi und östlich von Nagato am Japanischen Meer.

## Verkehr
- Straße:
  - Nationalstraße 191, nach Hiroshima oder Shimonoseki
  - Nationalstraße 262, nach Hōfu
  - Nationalstraße 315, nach Shūnan
  - Nationalstraße 490, nach Ube
- Zug:
  - JR West San’in-Hauptlinie nach Kyōto oder Shimonoseki

## Internationale Partnerschaften
- Ulsan, seit dem 29. Oktober 1968, älteste japanisch-koreanische Städtepartnerschaft
- (Gemeinde) Deokjin-myeon, (Kreis) Yeongam-gun, Jeollanam-do
- 1992 ist das am 6. März 2005 nach Hagi eingemeindete Dorf Asahi (jetzt Akiragi-chiku und Sasanami-chiku) eine Partnerschaft mit Ühlingen-Birkendorf eingegangen.[1]

## Angrenzende Städte und Gemeinden
- Yamaguchi
- Nagato
- Masuda

## Söhne und Töchter der Stadt
- Mori Kansai (1814–1894), Maler
- Maeda Magoemon (1818–1865), Politiker
- Yoshida Shōin (1830–1859), Intellektueller, Lehrer und Revolutionär
- Kido Takayoshi (1833–1877), Politiker der Meiji-Restauration
- Yamagata Aritomo (1838–1922), Militärführer, Politiker, Nationalheld und Premierminister
- Takasugi Shinsaku (1839–1867), Militärführer der Meiji-Restauration
- Fujita Denzaburō (1841–1912), Unternehmer und Begründer des Fujita-Firmenkonglomerats
- Itō Hirobumi (1841–1909), Politiker und Premierminister
- Aoki Shūzō (1844–1914), Botschafter in Berlin, Außenminister
- Miura Gorō (1847–1926), Generalleutnant und Konsul im Koreanischen Reich
- Katsura Tarō (1848–1913), Offizier, Politiker und Premierminister
- Hokkai Takashima (1850–1931), Maler und Botaniker
- Oka Ichinosuke (1860–1916), Generalleutnant und Heeresminister
- Tanaka Giichi (1863–1929), General, Politiker und Premierminister
- Inoue Kenkabō (1870–1934), Schriftsteller
- Nosaka Sanzō (1892–1993), Politiker und Mitbegründer der Kommunistischen Partei Japans
- Miwa Kyūwa (1895–1981), Töpfer
- Shiga Yoshio (1901–1989), marxistischer Politiker
- Takeo Kawamura (* 1942), Politiker
- Aoi Nanase (* 1967), Mangaka, Illustratorin und Designerin
- Noriko Anno (* 1976), Judoka
- Shunsuke Yamamoto (* 1999), Fußballspieler

## Weblinks

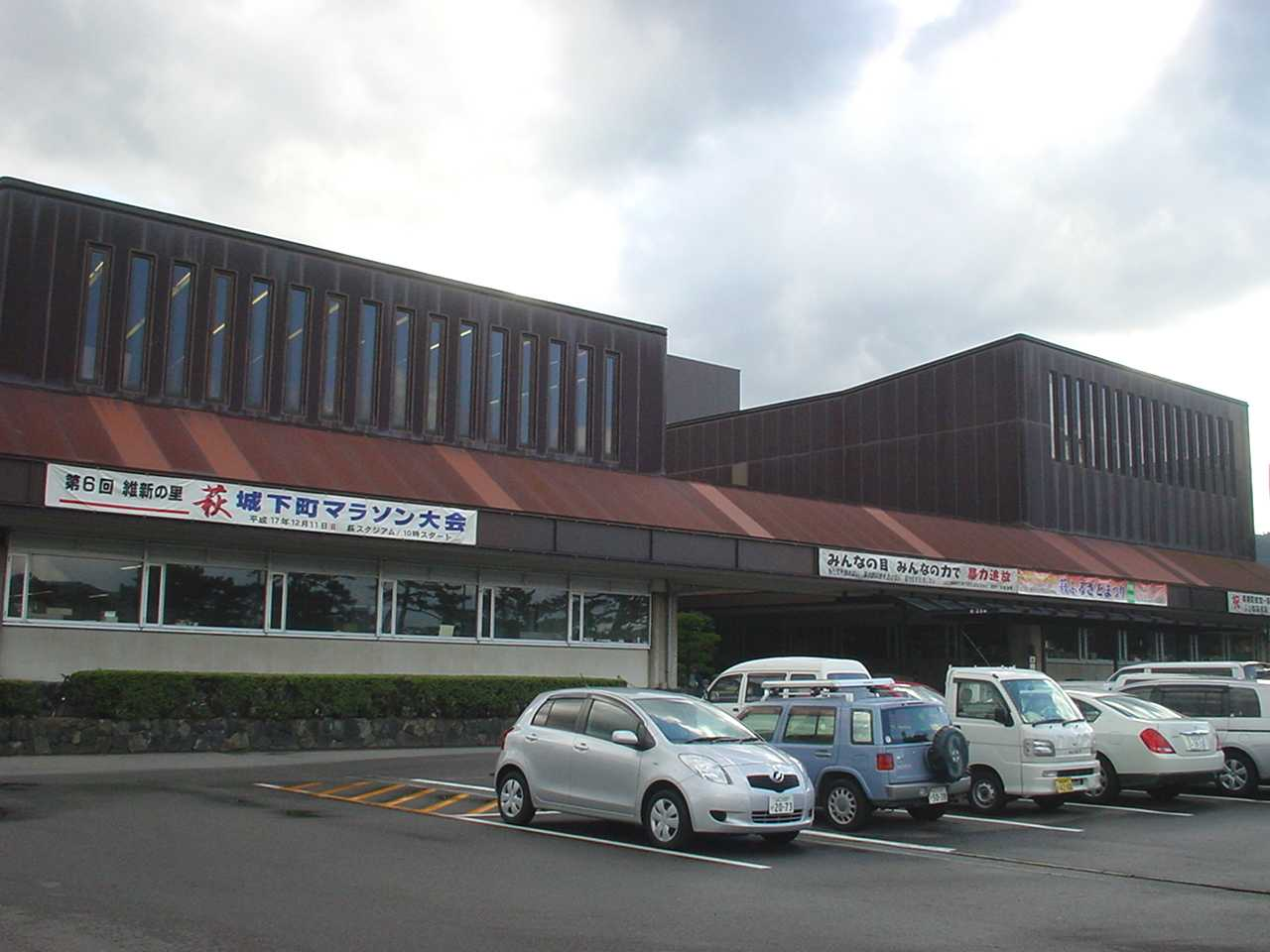
Rathaus von Hagi